# Jorge Navarrete Martínez
Jorge Navarrete Martínez (Santiago, 26 de enero de 1946) es un ingeniero comercial y político chileno, uno de los fundadores y pioneros de la televisión pública en Chile. En el ámbito privado ha sido ejecutivo y director de varias empresas. 
Estuvo casado con la exministra de Vivienda de Chile, Patricia Poblete, con quien fue padre de cuatro hijos.

## Carrera
Estudió Ciencias Económicas y Administrativas en la Universidad de Chile. En su calidad de militante de la Juventud Demócrata Cristiana, fue elegido presidente del centro de alumnos de su facultad para el periodo 1966-1967. Con posterioridad, fue elegido presidente de la Federación de Estudiantes de la Universidad de Chile (FECH) para el período 1967-1968.
A fines de 1968, a los 22 años y recién licenciado, por encargo del Presidente Eduardo Frei Montalva, fue el fundador y primer Gerente General de Televisión Nacional de Chile (TVN), cargo que ocuparía hasta 1971. En dicha calidad interviene de manera activa en la promulgación de la primera ley de TVN.
Entre 1970 y 1972 fue moderador del programa A tres bandas en TVN. Durante los años 1972 y 1973 fue el representante del Partido Demócrata Cristiano en el programa político de conversación A esta hora se improvisa de Canal 13.[cita requerida]
Cercano al círculo del expresidente Eduardo Frei Montalva y del entonces Presidente de la Democracia Cristiana Patricio Aylwin, decide colaborar inicialmente con la dictadura militar como Agregado Cultural en Londres. Sin embargo, a los pocos meses renuncia a dicho cargo y regresa a Chile como opositor al régimen, en consonancia con la postura que adoptaría oficialmente su partido unos meses después.
A fines de los años 1980 abandona sus labores de ejecutivo en el ámbito privado y se incorpora al Comando del No de la Concertación de Partidos por la Democracia que derrotaría a Augusto Pinochet en el plebiscito de 1988. Posteriormente sería el Encargado del Capítulo Televisión del Programa de Gobierno de la Concertación de Partidos por la Democracia para la elección presidencial de 1989. Ese mismo año participó en el programa político de conversación, Los Meses Decisivos de UCV Televisión.
Con la vuelta a la democracia es nombrado por el presidente Patricio Aylwin nuevamente director general de TVN. Ocuparía ese cargo desde el 11 de marzo de 1990 hasta 1994. En ese periodo fue el artífice de la restauración económica de ese canal el cual se encontraba prácticamente quebrado. Además, se lo considera el autor intelectual de la actual ley de TVN, la cual convirtió a ese canal en una entidad pública autónoma. Al amparo de esa nueva institucionalidad, es nombrado el año 1992 como el primer Director Ejecutivo de TVN, cargo que ocuparía hasta el 11 de noviembre del año 1994.
En paralelo a su actividad como primera autoridad de TVN, se convierte en el fundador y primer Presidente de la Asociación Nacional de Televisión (Anatel). Simultáneamente, también desempeñó el cargo de Director y Presidente de la Federación de Medios de Comunicación Social en Chile, que agrupa a las asociaciones gremiales de la prensa escrita, la radiodifusión y la televisión.
Después de una estadía en el ámbito de la televisión por cable como presidente ejecutivo de VTR Cablexpress (1995-1998), es nombrado el año 2000 por el presidente Ricardo Lagos en el cargo de Presidente del Directorio de TVN. Al año siguiente deja TVN para integrarse como miembro del Directorio de la cuprífera Corporación Nacional del Cobre (Codelco), en representación del Presidente Ricardo Lagos.
En agosto de 2006 es nombrado Presidente del Consejo Nacional de Televisión de Chile (CNTV), por la presidenta Michelle Bachelet, cargo que ocupó hasta marzo de 2010, siendo reemplazado por Herman Chadwick Piñera.

## Premios y reconocimientos
- El año 2007 recibió el Premio Anatel 2006, que distingue a quienes han tenido una labor importante en el ámbito de la televisión chilena.[9]
- El mismo año 2007 recibe una condecoración del Senado de Chile como el mejor ejecutivo de la historia de la televisión en Chile.[10]